# Syntactus minor
Syntactus minor là một loài tò vò trong họ Ichneumonidae.